# Zeeheldenkwartier (Den Haag)
Het Zeeheldenkwartier, ook bekend onder de naam Zeeheldenbuurt, is een wijk in het centrum van Den Haag.
De wijk grenst aan de wijken Centrum, Regentessekwartier, Duinoord, Zorgvliet en Willemspark.
De wijk wordt begrensd door de Veenkade in het zuidoosten, de Waldeck Pyrmontkade in het zuidwesten, de Laan van Meerdervoort in het noordwesten en de Zeestraat, de Hogewal en de Prinsessewal in het noordoosten.
Het Zeeheldenkwartier heeft verschillende typen bebouwing: bij het Willemspark en de Laan van Meerdervoort zijn grote huizen gebouwd voor de hogere ambtenaren, meer naar de binnenstad bevinden zich overwegend kleinere woningen. Het Zeeheldenkwartier is te verdelen in twee buurten, de Zeeheldenbuurt en de Dichtersbuurt; de huizen in de Zeeheldenbuurt zijn voornamer en groter dan die in de Dichtersbuurt. Het is een van de 19 beschermde stadsgezichten van Den Haag.

## Geschiedenis
De gemeente Den Haag had het plan om na het Willemspark een tweede villapark te ontwikkelen. Door de industriële revolutie nam de bevolking van Den Haag snel toe; rond 1875 woonden er 100.000 mensen in Den Haag, maar in 1900 waren er al twee keer zoveel, en in 1913 telde Den Haag rond de 300.000 inwoners. Door de snel groeiende bevolking was het noodzakelijk de stad buiten de Haagse grachtengordels uit te breiden. De gemeente Den Haag liet rond 1860 haar oog vallen op 't Kleine Veentje, een landelijk gebied met weilanden, tuinderijen en kleine buitenplaatsen van welgestelde Hagenaars. Gemeentearchitect Van der Waeyen Pieterszen had in 1860 al plannen voor een nieuwe wijk klaarliggen. Een groot deel van het gebied was eigendom van koningin Anna Paulowna, de weduwe van koning Willem II. Zij wilde haar landgoed Rustenburg echter niet verkopen. Maar na haar overlijden in 1865 waren particuliere ontwikkelaars de gemeente te snel af en kochten de grond van haar dochter, prinses Sophie.

### Plan

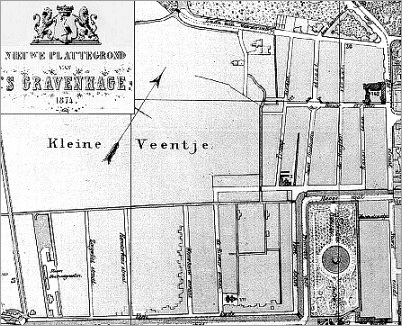
Kaart van het Zeeheldenkwartier uit 1874

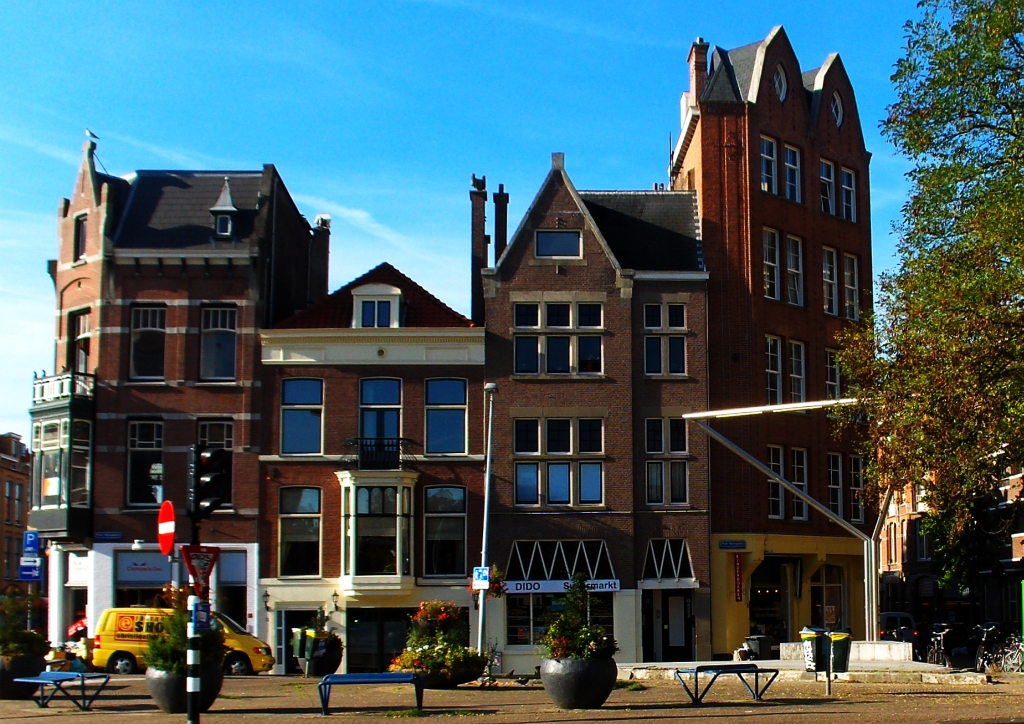
Piet Heinplein

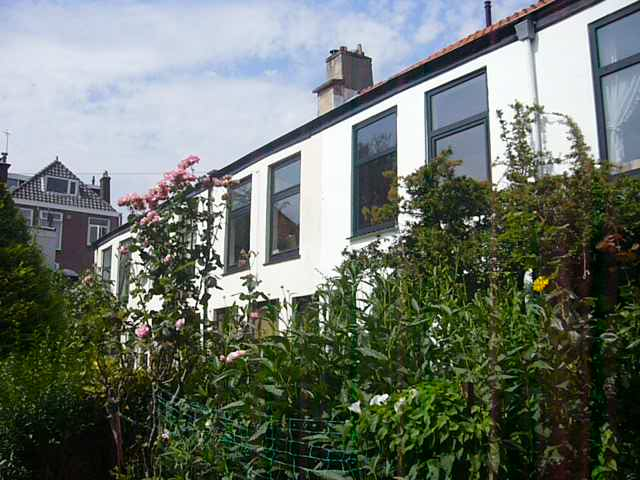
Artiestenhof

In opdracht van de ontwikkelaars ontwierp architect S.J. de Vletter het stratenplan van het Zeeheldenkwartier, een recht patroon met twee pleinen: het Anna Paulownaplein en het Prins Hendrikplein. De wijk werd tussen 1870 en 1890 aangelegd - de eerste bebouwing was het Anna Paulownaplein en omgeving. In het Anna Paulownapark werden vooral statige, ruime huizen voor welgestelden gebouwd. Direct daarna volgden kleinere straten met kleinere huizen bij de Veenkade zoals de De Riemerstraat en de Westerbaenstraat. Het Prins Hendrikplein, tegenwoordig het middelpunt van de wijk, en de daaromheen liggende straten werden tussen 1875 en 1890 gebouwd. In 1885 werd een school in de Prins Hendrikstraat ingewijd, deze school werd door Nicolaas Molenaar sr. (1850-1930) gebouwd die daarna omstreeks 1892 de Elandkerk mocht bouwen.
Het Prins Hendrikplein was en is de enige openbare groenvoorziening in de wijk. Op de hoek van het plein en de Prins Hendrikstraat staat De Tempel, dat als bankgebouw werd neergezet en vanaf 2011 door de gemeente wordt gebruikt voor haar archeologische afdeling.
De nieuwe straten in het Zeeheldenkwartier - bestaande uit herenhuizen en aparte boven- en benedenwoningen - boden woonruimte aan het sterk groeiende aantal ambtenaren, militairen, Indische verlofgangers en de middenstand. De iets later gebouwde Dichtersbuurt was veel minder ruim van opzet dan de Zeeheldenbuurt, achter de smalle straten lagen in veel gevallen ook nog kwalitatief slechte en krappe arbeidershofjes. Vrijwel alle arbeidershofjes zijn nu verdwenen, alleen in de Trompstraat is nog een hofje uit die tijd te vinden, het Artiestenhof uit 1878. Dit hofje was bedoeld voor het personeel van de Koninklijke Stallen.
Het oorspronkelijke stratenpatroon van het Zeeheldenkwartier was een hinderpaal voor de verbinding van de nieuwere wijken Duinoord en Statenkwartier met het stadscentrum. Omdat het stratenpatroon recht was kon verkeer ook alleen maar met haakse bewegingen de Laan van Meerdervoort bereiken. Tevens moest dat door smalle straten uitgevoerd worden. Ook het openbaar vervoer had daar last van. De tramlijnen 2, 3 en 5 die door de wijk voerden konden alleen door smalle straten en met omwegen vanaf de Prinsestraat, de Laan van Meerdervoort bereiken.
In de jaren twintig werd een verkeersdoorbraak, de Vondelstraat, diagonaal over het stratenpatroon gerealiseerd; daarvoor werden 469 woningen gesloopt. De Tollensstraat, de De Riemerstraat en de Westerbaenstraat werden gedeeltelijk gesloopt. De Vondelstraat sloot aan op een doorbraak in het zuidwestelijke deel van het centrum: de Torenstaat en de Jan Hendrikstraat en maakte de nieuwbouw van de grote centrale Haagse bibliotheek mogelijk (aan de Bilderdijkstraat).

#### Openbaar vervoer
De Zeeheldenbuurt werd eerst ontsloten met paardentramlijnen. Dit waren de voorlopers van de latere elektrische tramlijnen 2, 3 en 5. Tramlijn 2 (1e) kwam in dienst op 10 juli 1906 en ging door de Anna Paulownastraat rijden. Ze verbond de Archipelbuurt via de Boekhorststraat met het Station Hollands Spoor. Deze tramroute werd in 1937 opgeheven en door een buslijn vervangen. Een nieuwe lijn 20 ging vanaf het Kerkplein de wijk in bij het Piet Heinplein en reed via de Van Diemenstraat/ Elandstraat (stadinwaarts) en de Piet Heinstraat/Witte de Withstraat/Tasmanstraat (staduitwaarts) naar de Prins Hendrikstraat om bij de kruising met de Koningin Emmakade de wijk te verlaten. Lijn 20 werd op 1 januari 1948  omgenummerd in 2 (3e), en deze lijn hield het vol tot 8 december 1963. Ook toen weer werd de dienst door een buslijn vervangen, die het maar tot 1966 volhield.
Tramlijn 5 was feitelijk een zusterlijn van lijn 2, maar toch waren de routes niet geheel gelijk, en hadden ze eigen eindpunten.  Op 1 februari 1906 werd deze lijn ingesteld tussen de Regentesselaan en de Prinsessegracht. Later verlengd over de Mient tot de Appelstraat. Ze had dezelfde route door de wijk als lijn 2 en dit bleef zo tot 8 december 1963. Op die datum volgde opheffing.
Tramlijn 3 reed ook al sinds 18 maart 1906 door de wijk en verbond de Laan van Meerdervoort bij het Valkenbosplein met het Binnenhof/Plein en het Station Staatsspoor. In de beginjaren kwam deze lijn ook op het Piet Heinplein de wijk binnen en sloeg vanaf de Piet Heinstraat de Zoutmanstraat in om via het Prins Hendrikplein de Laan van Meerdervoort te bereiken. Toen de Vondelstraat klaar was ging lijn 3 per 21 juni 1928 daardoorheen rijden zodat de rijtijd aanzienlijk werd verkort. Deze route heeft lijn 3 bereden tot 14 december 2003 toen de route door lijn 17 werd overgenomen. Lijn 3 werd later RandstadRaillijn 3 en loopt nu langs de wijk bij de Waldeck Pyrmontkade/Koningin Emmakade. Lijn 16 onderhield tot in 2022 voor de wijk een verbinding met het Geuzen- en Statenkwartier, het Centrum, Station Den Haag Centraal, en Den Haag Zuidwest. Wegens aanpassingen voor nieuwe trams rijd/reed er van 2022-2023 geen tram op deze route. Vanaf 8 juli  2023 heeft lijn 17 de route weer overgenomen.

## Vanaf de jaren 1950
Na de Tweede Wereldoorlog werd de wijk een doorgangsgebied voor het autoverkeer van en naar het centrum. De grote huizen bleken niet meer aantrekkelijk voor de mensen voor wie ze gebouwd waren, de gegoede burgerij vertrok en veel huizen in het Zeeheldenkwartier werden verkocht aan speculanten die de huizen in delen verhuurden. Daardoor en omdat de eigenaren hun huizen niet of nauwelijks onderhielden, gingen de panden snel in kwaliteit achteruit. In de grote huizen aan het Anna Paulownaplein vestigden zich steeds meer kantoren waardoor het woonkarakter van de wijk deels verloren ging. Al met al raakte de wijk tussen de jaren vijftig en tachtig in verval; vooral in de omgeving van de Veenkade was de verloedering ernstig. Midden jaren tachtig werd een groot renovatieproject uitgevoerd in de wijk, waarbij vele straten werden opgeknapt. De bewonersorganisatie van het Zeeheldenkwartier, De Groene Eland, zette zich met goed resultaat in voor verdere verbeteringen in de wijk. De ligging tussen centrum en de Scheveningse Bosjes en de verscheidenheid aan winkels en uitgaansmogelijkheden maakt het Zeeheldenkwartier tegenwoordig een geliefde woonwijk. De belangrijkste winkelstraten in de buurt zijn de Piet Heinstraat, Zoutmanstraat en Prins Hendrikstraat. De wijk werd op 11 februari 2002 aangewezen als gemeentelijk beschermd stadsgezicht. In het Zeeheldenkwartier woonden op 1 januari 2008 10.425 mensen.

## Zeeheldenfestival
Jaarlijks, rond eind juni, wordt door vrijwilligers van bewonersorganisatie De Groene Eland het Zeeheldenfestival georganiseerd . Wat in 1981 als een wijkfeestje begon is uitgegroeid tot een vijfdaags multicultureel festival op het Prins Hendrikplein met een verscheidenheid aan optredens, straattheater en activiteiten.